# Марктл
Марктл (њем. Marktl) град је у њемачкој савезној држави Баварска. Једно је од 24 општинска средишта округа Алтетинг. Према процјени из 2010. у граду је живјело 2.716 становника. Посједује регионалну шифру (AGS) 9171123.

## Географски и демографски подаци
Марктл се налази у савезној држави Баварска у округу Алтетинг. Град се налази на надморској висини од 364 метра. Површина општине износи 27,8 km². У самом граду је, према процјени из 2010. године, живјело 2.716 становника. Просјечна густина становништва износи 98 становника/km².

## Међународна сарадња
| Мјесто    | Држава   | Врста сарадње | Од    |
| --------- | -------- | ------------- | ----- |
| Иберакерн | Аустрија | контакт       | 2000. |
| Хајминг   | Аустрија | контакт       | 2000. |
| Извор     |          |               |       |